# ルナーノ
ルナーノ（伊: Lunano）は、イタリア共和国マルケ州ペーザロ・エ・ウルビーノ県にある、人口約1,400人の基礎自治体（コムーネ）。

## 地理

### 位置・広がり
ペーザロ・エ・ウルビーノ県のコムーネ。ウルビーノから西へ16km、ペーザロから西南西へ43kmの距離にある。

#### 隣接コムーネ
隣接するコムーネは以下の通り。
- マチェラータ・フェルトリア
- ピアンディメレート
- サッソコルヴァーロ・アウディトーレ (サッソコルヴァーロ)
- ウルビーノ

### 気候分類・地震分類
ルナーノにおけるイタリアの気候分類 (it) および度日は、zona E, 2312 GGである。
また、イタリアの地震リスク階級 (it) では、zona 2 (sismicità media) に分類される。